# Кура-Цеце
Кура́-Цеце́ — хутор в муниципальном образовании «город Горячий Ключ» Краснодарского края. Входит в состав Кутаисского сельского округа.

## География
Хутор расположен в юго-восточной части городского округа Горячий Ключ, на левом берегу реки Кура-Цице. Находится в 35 км к юго-востоку от Горячего Ключа и в 82 км от Краснодара.
Граничит с землями населённых пунктов: Весёлый и Кура-Транспортный на севере.

## Население
| 2002 | 2010 |
| ---- | ---- |
| 194  | ↘164 |